# Wallfahrtskirche Nostra Signora della Brughiera

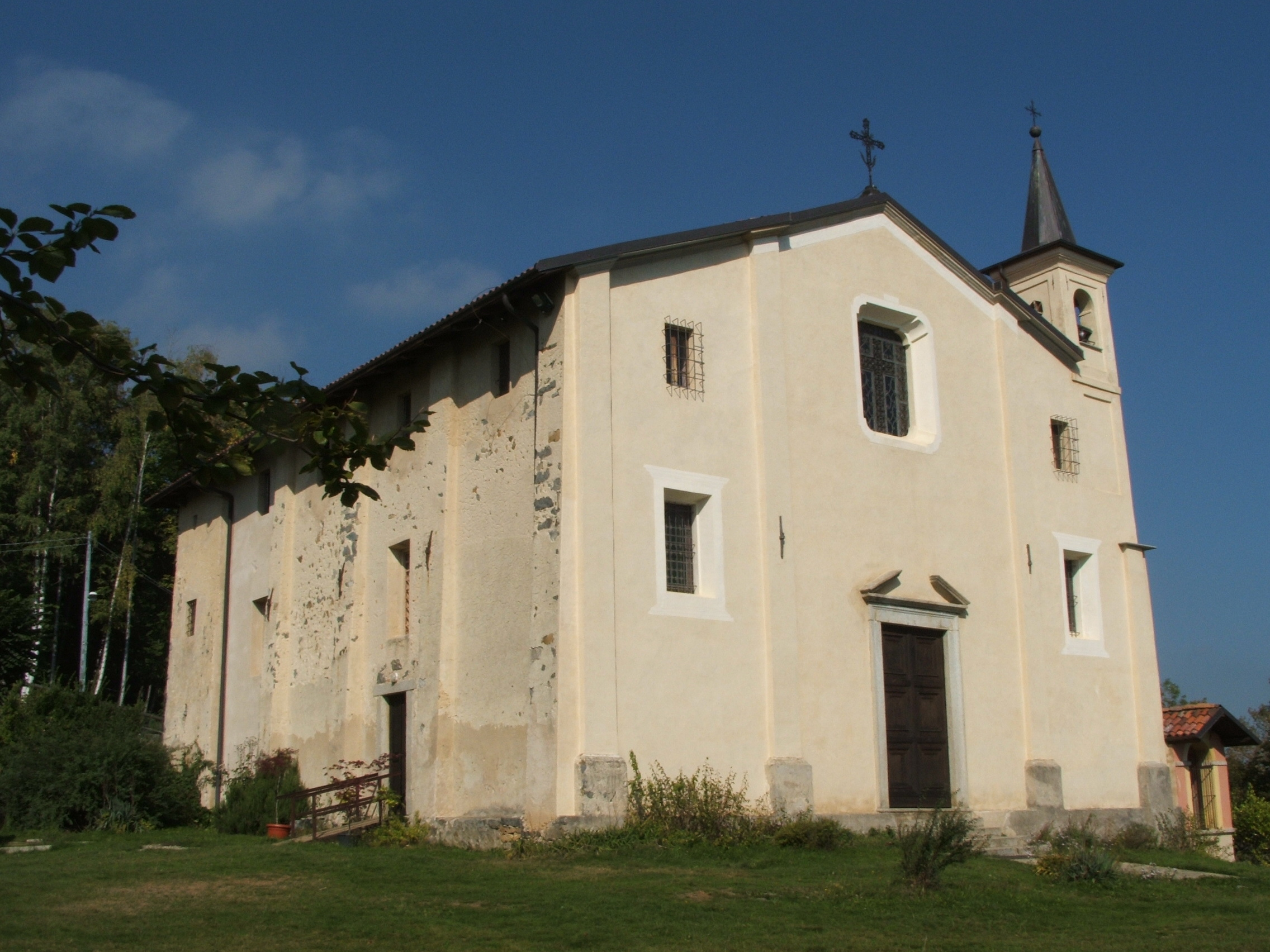
Die neue Kirche

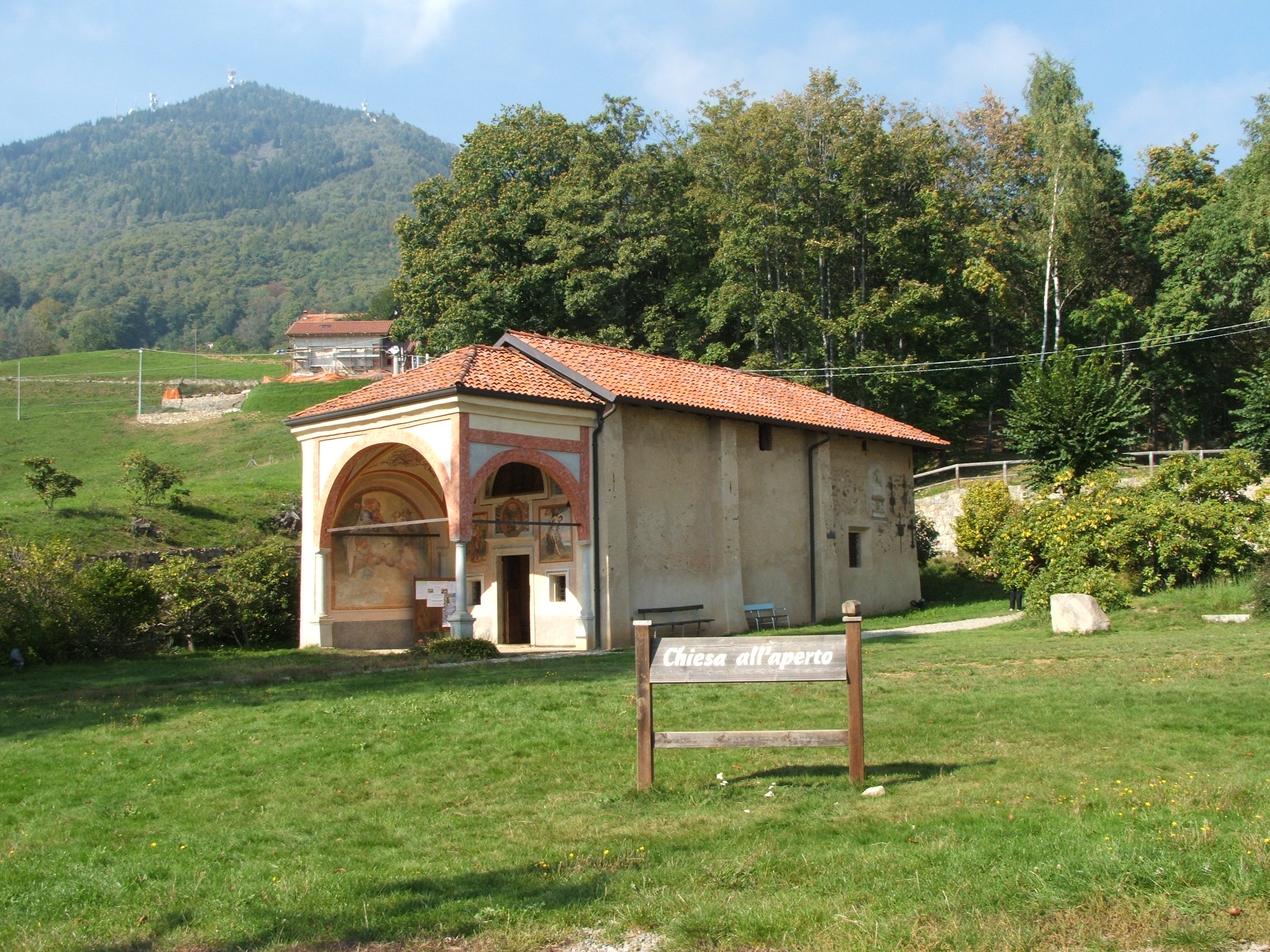
Die alte Kirche

Die Wallfahrtskirche Nostra Signora della Brughiera (italienisch Santuario di Nostra Signora della Brughiera) ist ein marianischer Andachtsort in der Lokalität Bulliana, zwei Kilometer von Trivero (Provinz Biella) entfernt. Sie ist vom 25. März bis Ende September geöffnet.
Zusammen mit der Wallfahrtskirche von Banchette bei Bioglio, der Wallfahrtskirche des Mazzucco (Camandona) und der Wallfahrtskirche von Brugarola in Ailoche gehört sie zur Gruppe der kleineren Wallfahrtsstätten der Gegend von Biella, die sich entlang der Wander- und Pilgerwege von CoEUR und am Weg von San Carlo befinden.
Sie liegt in 800 m Höhe in einem Gebiet, das reich an Kastanien und Weiden ist. Erbaut wurde die Wallfahrtsstätte an einem Ort, an dem der Legende zufolge die Madonna einem stummen Hirtenmädchen erschienen sei und ihm die Sprache wiedergegeben habe.
Der Komplex besteht aus zwei Kirchen, der größeren, die heute den Kern der Stätte bildet, sowie einer kleineren und sehr alten Kirche aus dem 16. Jh., die über einer Kirche aus dem 14. Jh. entstanden war und bei der sich die Anhänger von Fra Dolcino lagerten.
Im Innern der größeren Kirche befinden sich neben einigen Votivgaben Kunstwerke: eine Geburt Christi des aus Crema stammenden Gian Giacomo Barbelli in der Mitte des Altars. Das Mittelschiff und das Presbyterium wurden im 18. Jh. von Pietro Lace bemalt; die Holzkanzel aus dem Valsesia wird heute in der Sakristei aufbewahrt.
Im 18. Jh. wurde die Wohnung des Einsiedlers und die Unterkünfte für die Pilger errichtet.
Die Wallfahrtsstätte ist derzeit eine der fünf in der Provinz Biella, die für Eheschließungen zugelassen sind.
Das Wohltätigkeitsausschuss Comitato Benefico Bullianese hat anlässlich des dreißigjährigen Jubiläums eine lebende Krippe in Szene gesetzt. Der Krippenweg folgt dem Saumpfad, der zum Dorf Bulliana mit einem in vierzehn Stationen mit ebenso vielen Kapellen aufgeteilten Kreuzweg führt, die im 19. Jh. von dem Maler Giovanni Avondo aus Balmuccia (auch bekannt als Avondo di Varallo) dekoriert wurden. Die Dekoration wurde 1879 von dem Maler Ciancia aus dem Valsessera-Tal aufgefrischt.

## Die umkämpfte Wallfahrtskirche
Die in einem Grenzgebiet liegende Kirche führte in der Vergangenheit zu Streitigkeiten zwischen den angrenzenden Gemeinden Trivero und Mosso (seinerzeit Mosso Santa Maria), die in einer bewaffneten Auseinandersetzung gipfelten, an die ein Fresko in der größeren Kirche erinnert.
„Am 25. März 1643, am Tag der Verkündigung wurden zahlreiche Schüsse abgegeben, ohne dass durch ein Wunder der Jungfrau Maria jemand verletzt wurde“: dies die Aufschrift auf dem großen Gemälde innerhalb der Wallfahrtskirche, das die ungewöhnliche und unblutige Schlacht zwischen den Bevölkerungen der beiden Gemeinden dokumentiert, deren Grenze bei der alten Kirche der Brughiera verläuft.
Auf einer Tafel im Park, der die Wallfahrtsstätte umgibt, wird deren Geschichte und die der Streitigkeiten zwischen den beiden Gemeinden um das Eigentum an der Kultstätte erzählt. Die Pfarreien der beiden Dörfer machten sich den Besitz der Kirche streitig und am 25. März 1643, als die Prozession der Bewohner von Mosso auf die der Bewohner von Trivero in der Nähe der Wallfahrtsstätte aufeinandertrafen, ging man von den Worten zu den Taten über, d. h. es kam zu einer regelrechten Schlacht mit Steinwürfen und Schüssen aus Arkebusen. Jedoch – nach der Überlieferung, an die auf der Tafel erinnert wird – erschien mitten im Getümmel die Madonna und fing die aus den Gewehren heraustretenden Kugeln ab, damit niemandem Schaden zugefügt werde.